# Alan Greene
Alan Greene (n. 29 august 1911, Colorado, SUA – d. 12 martie 2001) a fost un săritor în apă ce a reprezentat Statele Unite ale Americii, medaliat olimpic. A participat la o ediție a Jocurilor Olimpice (1936) în care a câștigat o medalie de bronz.

## Participări
Lista de mai jos prezintă principalele competiții la care a participat Alan Greene de-a lungul carierei.
- diving at the 1936 Summer Olympics – men's 3 metre springboard[*]